# Sub rosa
Sub rosa — латинское крылатое выражение.
Дословно переводится как «под розой». Соответствует русским «тайно», «втайне», «по секрету».
Розу как символ молчания древние римляне часто вешали над столом во время пиршеств в знак того, что о сказанном под розой, во время застолья, следует молчать где бы то ни было. Впоследствии, в средние века, с той же самой целью она изображалась на потолке комнат, где проходили важные, секретные совещания, встречи, переговоры, а также в решётке католической исповедальни. Символом молчания роза считалась потому, что Амур, получив её в подарок от матери, богини любви Венеры, посвятил этот цветок Гарпократу, греческому богу молчания, чтобы влюблённые не разглашали тайны своей любви. Греческая интерпретация египетского бога Гарпехрути (Гора младшего), сына Осириса и Изиды; бога зимнего солнца, который изображался в виде голого ребёнка с детской косой на голове и пальцем правой руки во рту, что означало признаки детства. Греки не поняли этого условного знака и сделали Гарпократа богом молчания и отдельным божеством.
Роза также является эзотерическим символом розенкрейцерства, считающегося тайным обществом или братством.
В XVI веке символом Генриха VIII в Англии была стилизованная роза династии Тюдоров. Большое изображение розы покрывало потолок покоев, где государственные решения принимались тайно.
В настоящее время этот термин используется правительством Шотландии для определенной серии неофициальных заседаний.

## В культуре
- В 2017 году вышел испанский художественный триллер «Под розой» (Bajo la Rosa).
- Название Sub Rosa носит цикл исторических детективов Стивена Сейлора.